# Seu Ribeiro
Alexandre Ribeiro da Costa (Belo Horizonte, 14 de abril de 1973) é um cantor e compositor brasileiro de Minas Gerais.

## Bibiografia

### Primeiros anos
Seu Ribeiro (Alexandre Ribeiro da Costa), nasceu no dia 14 de abril de 1973 no hospital Santa Fé que fica no bairro Floresta (Belo Horizonte) em Belo Horizonte. Segundo filho do casal formado pelo Sr David Moreira Costa (in memóriam) e Da Maria Helena Ribeiro da Costa, que nessa época residia no Bairro Boa Vista. 
Sua infância foi no bairro Jaqueline (Belo Horizonte), na cabeceira do Córrego dos Tousinheiros (Perímetro urbano de Belo Horizonte com Santa Luzia), onde teve seus primeiros contatos com a cantoria rancheira, a prosa matuta e as tradições sertanejas. Na juventude conheceu o violonista Márcio Britto com quem tomou generosas lições de guitarra clássica e cantador baiano Elomar Figueira Mello que se transformou em sua grande referencia musical.
Iniciou o ensino fundamental na Escola Estadual Pascoal Comanducci e concluiu cursando no SENAI onde se formou em Ajustador Mecânico e Desenhista Mecânico. Seu Ribeiro, que desde menino acompanhou o pai, que era mestre-de-obras, aprendeu muito da profissão e construiu sua própria moradia, onde  residiu até 2012 com a ex-esposa Grace Alves e sua filha Cecília Ribeiro, no Distrito de São Benedito - Santa Luzia.

### Carreira
Embora tenha se dedicado a cantoria desde os tempos de menino, quando integrava o coral da antiga Igreja Assembleia de Deus do bairro Jaqueline, oficialmente sua carreira teve início em meados de 1999 quando a pedido de um amigo e poeta (Alexssandro Sousa), gravou seu primeiro CD intitulado "- Fé Brasil-". Desde então ele vem se apresentado em grandes palcos nacionais, como o Teatro do Sesc Pompéia e o Grande Teatro do Palácio das Artes.
Influenciado por Márcio Britto e Elomar Figueira Mello, Seu Ribeiro acabou desenvolvendo um estilo muito peculiar de tanger o violão bem como de cantar, duetando com o próprio instrumento. Grande parte dos textos musicais e obras de Seu Ribeiro, são relatos de seu próprio cotidiano e memória, alem de reproduções de narrativas corriqueiras das comunidades ribeirinhas do Vale das Três Serras (nome com o qual batizou toda a extensão territorial que abrange os limites da Serra do Curral, Serra da Piedade e Serra do Cipó).
Em 2006 Seu Ribeiro conheceu a Internet e idealizou o FESTVERSO, o primeiro festival de repente virtual da história webiana. O FESTVERSO reuniu dezenas de poetas cordelistas e cantadores de norte a sul do Brasil e se tornou um marco na história do cordel virtual, culminando e um prêmio do Ministério da Cultura (Prêmio Patativa do Assaré 2011).

## Discografia
- 1999 "Fé Brasil" Uma demo com 14 faixas participação especial de Marcio de Brito, gravado no Estúdio Canal 100 (MG).
- 2001 "Fulô do Ribeiro" gravado no estúdio Canal 100 (MG).
- 2003 "Suíte do Jeca" Gravação de um ensaio com participação de Eric Duarte, Jequinha e Lingüinha. gravado no estúdio Plug In (MG).
- 2005 "Canturi" documentário músical gravado ao vivo no Grande Teatro do Palácio das Arte.
- 2010 "Vielas Líricas" Narrativa cantada patrocinada pela Prefeitura de Belo Horizonte via Lei Municipal de Incentivo a Cultura. Participação especial de Mãe Helena, as irmãs Andreia e Adelaine Ribeiro, Xangai, Chico Lobo, Betinho Macedo, Babilak Bah, Tom Nascimento, Djalma Januário, Blak Pio, Márcio Brito e Johnny Herno, dentre outros.